# Estadi municipal de Pacaembu
L'Estadi Municipal Paulo Machado de Carvalho (més conegut com a Estadi municipal de Pacaembu) és un estadi poliesportiu del barri de Pacaembu de São Paulo, capital de l'Estat de São Paulo del Brasil. Va ser inaugurat l'any 1940 i va ser seu de la Copa del Món de Futbol de 1950 i dels Jocs Panamericans de 1963. La seva adreça és Praça Charles Miller, s/n - barri do Pacaembu.
Amb una capacitat de 37.952 espectadors, va ser l'estadi del SC Corinthians fins al 2014, quan el club va inaugurar l'Arena Corinthians.